# 洛巴耶省
洛巴耶省 （法語：Prefecture d'Lobaye）是中非共和国16省之一，首府姆拜基。該省的名字來自洛巴伊河。該省大多数居民是咖啡农。而且該省大多数农民极度贫困；大多数儿童都可能沒法上大学，许多儿童因醫療條件惡劣而死亡。